# Ліліан Гарві

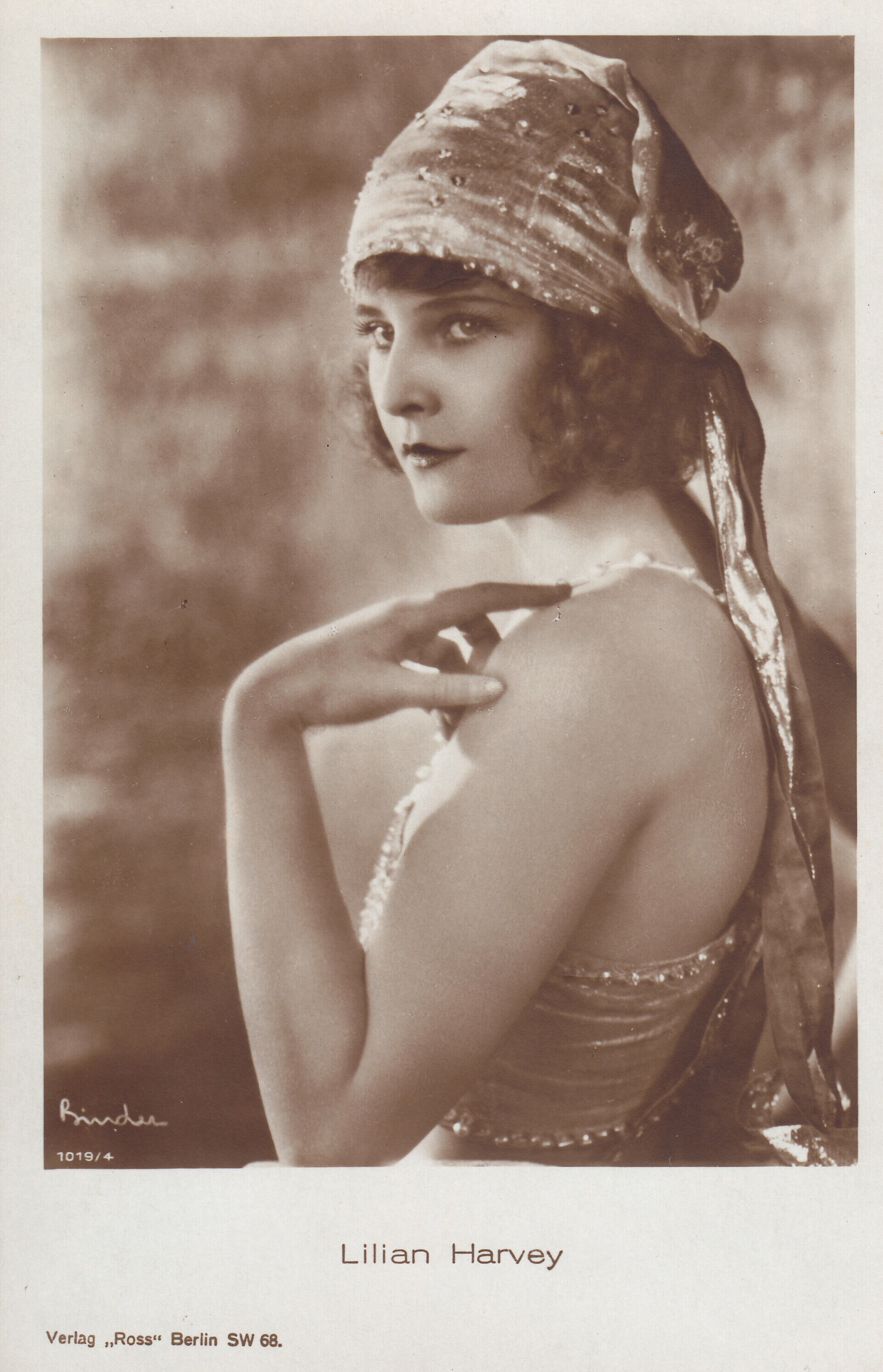
Студійне фото Ліліан Гарві. 1920-ті роки. Автор Александр Біндер

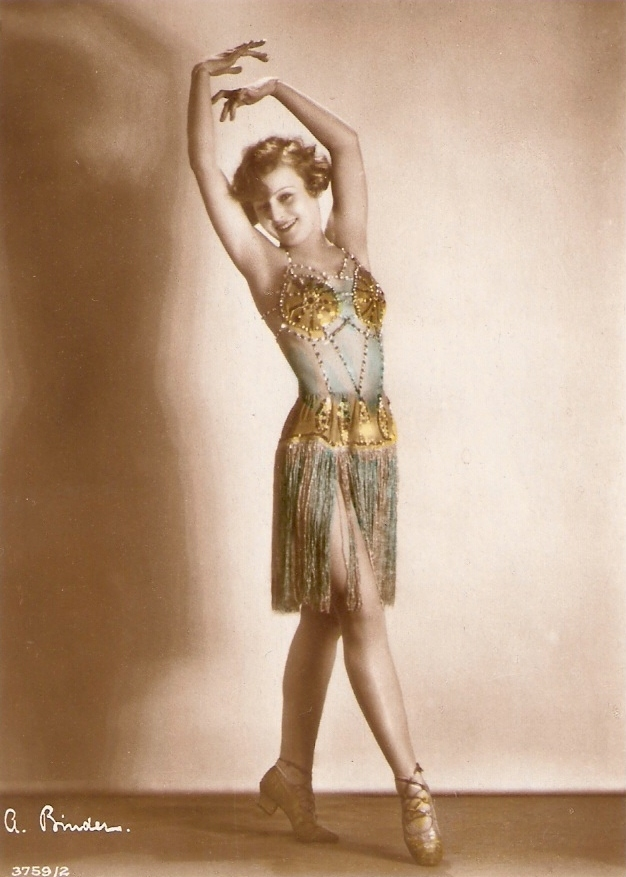
Л. Гарві. Фото бл. 1928/29 рр. Автор Александр Біндер

Ліліа́н Еле́н Мюріе́ль Пейп (англ. Helene Lilian Muriel Pape), відома під дошлюбним прізвищем бабусі Га́рві (англ. Lilian Harvey; 19 січня 1906, Лондон, Англія — 27 липня 1968, Жуан-ле-Пен, Антіб, Франція) — англо-німецька акторка та співачка.

## Біографія
Народилася 19 січня 1906 році в Горнсі, Північний Лондон, Англія. Її мати була англійкою, а батько німецьким бізнесменом. Окрім неї в сім'ї було ще двоє дітей. Коли почалася Перша світова війна, сім'я відпочивала у друзів в Магдебурзі в Німеччині і вже не змогла повернутися до Англії. Ліліан відправили до тітки в Швейцарію. Після війни сім'я жила в Берліні. Закінчивши у 1923 році школу, Ліліан продовжила навчання танцям і вокалу в школі при Німецькій державній опері.
У 1924 році Ліліан Гарві дебютувала в ролі єврейської дівчини в німому фільмі Роберта Ланда «Прокляття» (нім. Der Fluch), після чого почала активно зніматися. Дошлюбне прізвище бабусі Гарві (англ. Harvey) взяла за сценічний псевдонім. Відомою Ліліан Гарві стала завдяки головній ролі у фільмі Еріка Чарелла «Конгрес танцює» 1931 року.
З початком ери звукового кіно Ліліан Гарві легко змогла перелаштуватися під новий формат та брала участь у зйомках англійських та французьких стрічок, завдяки чому вона стала відомою за межами Німеччини. Її запросили в Голлівуд де вона знялася в чотирьох фільмах корпорації «Fox Film Corporation», але вони не були настільки успішними, як її німецькі фільми.
У 1935 році Ліліан Гарві повернулася в Німеччину, де знімалася на UFA до 1939 року. У Німеччині Гарві знаходилася під постійним контролем гестапо. Втомившись від безперервних спостережень, акторка переїжджає до Парижа, де з успіхом продовжує свою акторську кар'єру і пробує виступати співачкою. Усе її майно в Німеччині було конфісковане. Гарві поїхала в США, де провела більшу частину Другої Світової війни, в Лос-Анджелесі, працюючи медсестрою. Нацистський режим позбавив Гарві її німецького громадянства у 1943 році.
Після війни, Гарві повернулася в Париж. У подальші роки вона виступала співачкою, їздила на гастролі в Скандинавію і Єгипет. У 1949 році, вона повернулася в Західну Німеччину, давши декілька концертів.

## Особисте життя

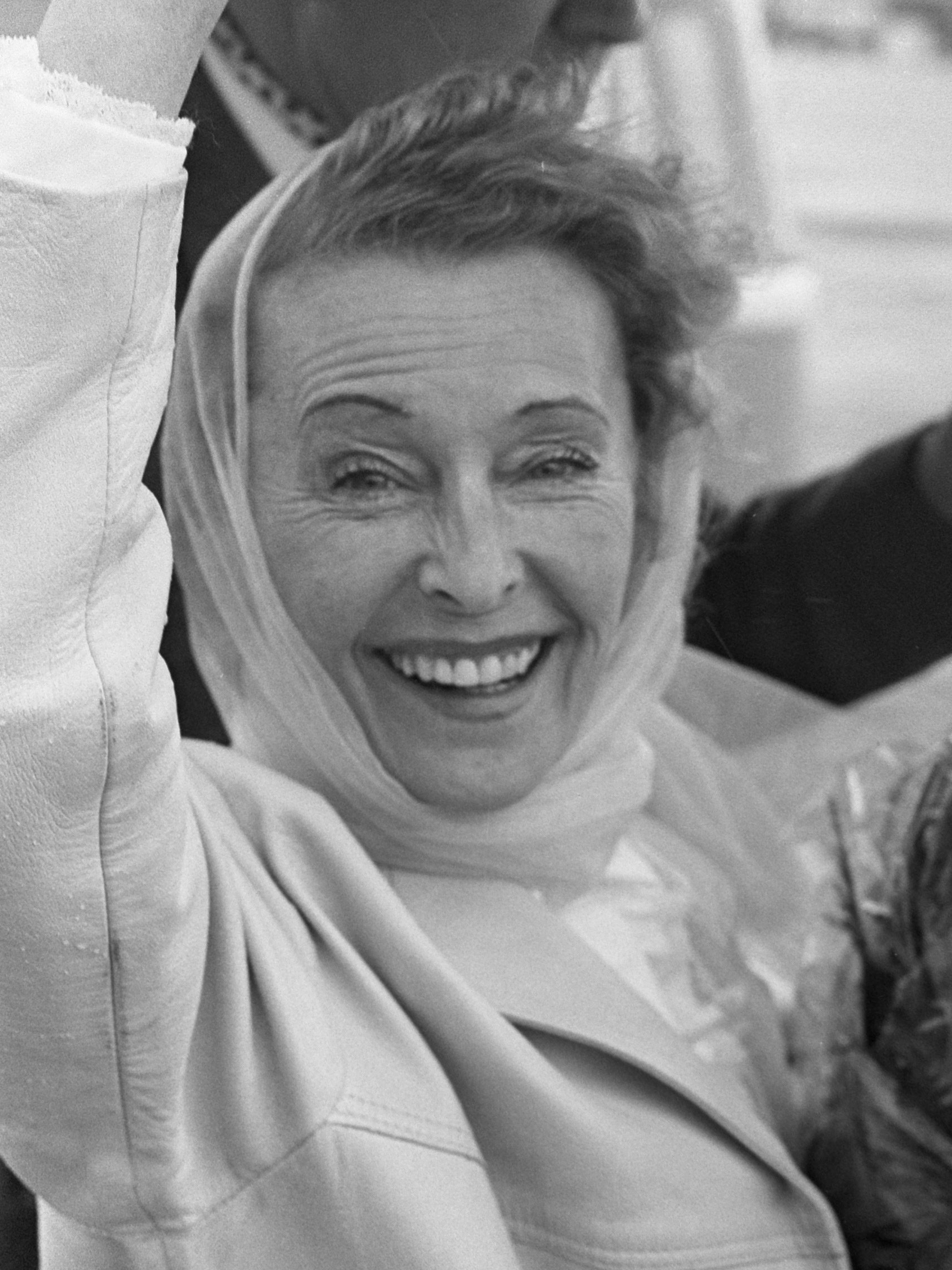
Ліліан Гарві (1963 рік)

Ліліан Гарві з 1953 по 1957 роки була у шлюбі за данським театральним агентом Гартвігом Валє-Ларсеном.
Останні роки свого життя Гарві провела в курортному містечку Жуан-ле-Пен в Антібі на Лазуровому березі, де відкрила крамницю модного одягу та мала кілька будинків відпочинку, побудованих на власні кошти.
Ліліан Гарві померла від цирозу печінки 27 липня 1968 року у віці 62 років. Похована на кладовищі Роб'як в Антібі.

## Фільмографія (вибіркова)
| Рік  |   | Українська назва              | Оригінальна назва                | Роль                                      |
| ---- | - | ----------------------------- | -------------------------------- | ----------------------------------------- |
| 1925 | ф | Прокляття                     | Der Fluch                        | Рут                                       |
| 1925 | ф | Пристрасть                    | Leidenschaft                     | Гелла фон Гілза                           |
| 1926 | ф | Принцеса Труляля              | Prinzessin Trulala               | принцеса Труляля                          |
| 1926 | ф | Цнотлива Сусанна              | Die keusche Susanne              | Жаклін                                    |
| 1926 | ф | Бути батьком не важко...      | Vater werden ist nicht schwer... | Гаррієт                                   |
| 1927 | ф | Божевільна Лола               | Die tolle Lola                   | танцюристка Тіллі Шнайдер, «Лола Коренро» |
| 1928 | ф | Не вкради                     | Du sollst nicht stehlen          | Лотта                                     |
| 1928 | ф | Ніч в Лондоні                 | Eine Nacht in London             | Аліна Морлан                              |
| 1929 | ф | Ваша темна пляма              | Ihr dunkler Punkt                | Ліліан фон Трукс / Іветта                 |
| 1929 | ф | Прощавай, Маскотто            | Adieu Mascotte                   | Маскотта                                  |
| 1930 | ф | Фокус-покус                   | Hokuspokus                       | Кітті Келлерман                           |
| 1930 | ф | Троє з бензоколонки           | Die Drei von der Tankstelle      | Ліліан Коссманн                           |
| 1930 | ф | Шлях до раю                   | Le chemin du paradis             | Ліліан Буркарт                            |
| 1930 | ф | Зломщик                       | Einbrecher                       | Рені Дюмонтьє                             |
| 1931 | ф | Дівчинка і хлопчик            | La fille et le garçon            | Дженні Бергер                             |
| 1931 | ф | Принцесо, ваші замовлення!    | Princesse, à vos ordres!         | принцеса Марія-Крістіна                   |
| 1931 | ф | Ніякого кохання!              | Nie wieder Liebe!                | Гледіс О'Галлоранм                        |
| 1931 | ф | Конгрес танцює                | Der Kongreß tanzt                | Крістель Вейнзінгер                       |
| 1932 | ф | Два серця і одне биття        | Zwei Herzen und ein Schlag       | Дженні Мюллер                             |
| 1932 | ф | Квік                          | Quick                            | Єва Праторіус                             |
| 1932 | ф | Білява мрія                   | Ein blonder Traum                | Жу-Жу                                     |
| 1933 | ф | Я і імператриця               | Ich und die Kaiserin             | Джульєтта                                 |
| 1933 | ф | Моя слабкість                 | My Weakness                      | Лулу Блейк                                |
| 1933 | ф | Я, Сюзанна                    | I Am Suzanne!                    | Сюзанна                                   |
| 1934 | ф | Єдина дівчина                 | The Only Girl                    | Джульєтта                                 |
| 1935 | ф | Давайте жити сьогодні ввечері | Let's Live Tonight               | Кей «Карлотта» Рутледж                    |
| 1935 | ф | Чорні троянди                 | Schwarze Rosen                   | Таня Федорова                             |
| 1935 | ф | Запрошення на вальс           | Invitation to the Waltz          | Дженні Пічі                               |
| 1936 | ф | Щасливчики                    | Glückskinder                     | Анн Гарден                                |
| 1937 | ф | Доля балерини                 | Sieben Ohrfeigen                 | Дженні Тербанкс, донька актора            |
| 1937 | ф | Фанні Ельсснер                | Fanny Elssler                    | Фанні Ельсснер                            |
| 1938 | ф | Капричіо                      | Capriccio                        | Маделон, відома як Дон Жуан               |
| 1939 | ф | Повітряні замки               | Castelli in aria                 | Анні Вагнер «Мімі»                        |
| 1939 | ф | Жінка-водій                   | Frau am Steuer                   | Марія Келемен                             |
| 1940 | ф | Серенада                      | Sérénade                         | Маргарет Брендон                          |
| 1940 | ф | Мікетта                       | Miquette                         | Міґуетт Грандьє                           |

## Визнання
| Нагороди та номінації Ліліан Гарві | Нагороди та номінації Ліліан Гарві                                                    | Нагороди та номінації Ліліан Гарві                                                    | Нагороди та номінації Ліліан Гарві |
| ---------------------------------- | ------------------------------------------------------------------------------------- | ------------------------------------------------------------------------------------- | ---------------------------------- |
| Німецька кінопремія                |                                                                                       |                                                                                       |                                    |
| 1965                               | Почесна нагорода — За видатний багаторічний особистий внесок в німецький кінематограф | Почесна нагорода — За видатний багаторічний особистий внесок в німецький кінематограф | Перемога                           |